# Max Jakobson
Pour les articles homonymes, voir Jakobson.
Max Jakobson (né le 30 septembre 1923 à Viipuri – mort le 9 mars 2013 à Helsinki) est un diplomate, journaliste, ministre, porte-parole de la politique étrangère finlandaise qui a largement façonné la politique de neutralité de la Finlande dans les années 1960,,.

## Ses écrits
Les ouvrages de Max Jakobson:
- (fi) Englanti valinkauhassa, Porvoo, WSOY, 1952
- (fi) Diplomaattien talvisota, Porvoo, WSOY, 1955
- (fi) The Diplomacy of the Winter War, Cambridge, Harvard University Press, 1961
- (fi) Kuumalla linjalla : Suomen ulkopolitiikan ydinkysymyksiä 1944–1968, Helsinki, WSOY, 1968
- (fi) Paasikivi Tukholmassa : J. K. Paasikiven toiminta Suomen lähettiläänä Tukholmassa 1936–39, Helsinki, Otava, 1978 (ISBN 951-1-05126-1)
- (fi) Veteen piirretty viiva : havaintoja ja merkintöjä vuosilta 1953–1965, Helsinki, Otava, 1980, 340 p. (ISBN 951-1-06100-3)
- (fi) 38. kerros : Havaintoja ja muistiinpanoja vuosilta 1965–1971, Helsinki, Otava, 1983, 390 p. (ISBN 951-1-07565-9)
- (fi) Finland : Myth and Reality, Helsinki, Otava, 1987, 158 p. (ISBN 951-1-08601-4)
- (fi) Vallanvaihto : Havaintoja ja muistiinpanoja vuosilta 1974–92, Helsinki, Otava, 1992 (ISBN 951-1-12288-6)
- (fi) Finland in the New Europe, Westport, Praeger, 1998, 176 p. (ISBN 0-275-96372-1, lire en ligne)
- (fi) 20. vuosisadan tilinpäätös 1 : Väkivallan vuodet, Helsinki, Otava, 1999 (ISBN 951-1-13369-1)
- (fi) 20. vuosisadan tilinpäätös 2 : Pelon ja toivon aika, Helsinki, Otava, 2001 (ISBN 951-1-16581-X)
- (fi) Tilinpäätös 3, Helsinki, Otava, 2003 (ISBN 951-1-18856-9)
- (fi) Tulevaisuus?, Helsinki, Otava, 2005 (ISBN 951-1-20354-1)
- (fi) Kohtalonvuodet : Suomi nousi, taipui ja selvisi, Helsinki, WSOY, 2008, 312 p. (ISBN 978-951-0-33113-2)

## Reconnaissance
Dans une liste publiée par Helsingin Sanomat en 2002 des plus grands intellectuels finlandais, Max Jakobson est classé deuxième.
Les autres signes de reconnaissance sont:
- Doctorat honoris causa de l'université d'Helsinki, 1970[1]
- Doctorat honoris causa de l'Académie d'Åbo, 1988[1]
- Fondation culturelle finlandaise, 1989[7]
- Titre honorifique de Ministre, 1990[8]
- Prix de l'information publique, 2002[9]